# Симеон Михайлович
Симеон (Семен) Михайлович — Глухівський князь (1246—?) з династії Ольговичів. Родоначальник Глухівської і Новосильської княжої гілок династії.
Згідно «Бархатної книги» Семен був третім сином чернігівського князя Михайла Всеволодовича, успадкувавши після загибелі батька у 1246 році Глухівське князівство, яке утворилося після розпаду Чернігівського князівства на уділи. Згідно з тими ж родоводами, у Семена був син Роман, князь Новосильський і Одоєвський.
Іншим джерелом, у якому згадуються князь Семен та його потомки були князівські помяники. Любецький синодик згадує про «кн(я)зя Михаила Глуховского и с(ы)на его кн(я)зя Симеона; кн(я)зя Александра Новосилскаго оубытого от татаръ». Серед перелічених князів з літописів відомий лише Олександр Семенович Новосильський, який був вбитий татарами у 1326 році. Крім Олександра у рязанському Свято-Духівському синодику згадується також ще один син Семена — Андріян.
В другій половині XIV — на початку XV ст. в літописах також згадуються новосильські князі Семен Олександрович та його син Роман. Пізніші книжники ймовірно навмисно чи ні переплутали двох Семенів, діда і внука.
Про правління самого Семена нічого не відомо. При його синах, можливо, Глухівське князівство розпалося на уділи.
Діти:

- Олександр Семенович (?—1326) — князь новосильський (?—1326), вбитий татарами.
- Адріян Семенович (?—?) — відомий лише з помяників.